# Суб'єктивізм
Суб'єктивізм — світоглядна позиція, яка базується на основі будь-якого знання суб'єктивного досвіду. У своїй крайній формі суб'єктивізм може ставити існування будь-чого в залежність від усвідомленості про нього суб'єкта.  
На думку матеріалістів суб'єктивізм ігнорує об'єктивні закони природи та суспільства і є одним із гносеологічних джерел ідеалізму.
Суб’єктивізм:
1. У філософії – світосприйняття, в основі якого лежить заперечення об’єктивних законів розвитку й утвердження чільної ролі окремого суб’єкта в процесі пізнання і в суспільній діяльності. 
2.Особисте, надто суб’єктивне ставлення до чогось; брак об’єктивності: вияв суб’єктивізму, суб’єктивізм в оцінці подій, суб’єктивізм у зображенні дійсності. 